# Pettersenegga
Pettersenegga är en bergstopp i Antarktis. Den ligger i Östantarktis. Norge gör anspråk på området. Toppen på Pettersenegga är 2 255 meter över havet, eller 457 meter över den omgivande terrängen. Bredden vid basen är 3,9 km.
Terrängen runt Pettersenegga är varierad. Trakten är obefolkad. Det finns inga samhällen i närheten. 